# Laia (film)
Laia is een Catalaanse televisiefilm uit 2016 geregisseerd door Lluís Danés. De film is gebaseerd op de gelijknamige roman uit 1932 van Salvador Espriu.

## Verhaal
Laia is een vrouw die ongelukkige jeugd heeft gekend. Ze leeft in Sinera, een vissersdorpje met een gesloten en traditionele gemeenschap. Als ze in tweestrijd verkeert tussen de liefde voor haar man Quelot en voor Esteve, keert het hele dorp zich tegen haar. Terwijl ze voor zichzelf een weg probeert te vinden om het leven vol te houden en ze haar kind verliest aan de pest die rondwaart, droomt ze van een vrijheid die alleen de zee haar kan schenken.

## Rolverdeling
- Miranda Gas als Laia Nena
- Berta Castañé als Laia Nena (kind)
- Ivan Benet als Quelot
- Roger Casamajor als Esteve
- Miquel Fernández als Anton
- Clàudia Benito als Anneta
- Anna Cases als Paulina
- Joan Crosas als Fenoses
- Montserrat Carulla als Fragata
- Jacob Torres als Quim
- Boris Ruiz als Endalet
- Pep Sais als Ventura
- Pep Cruz als Gaspar

## Nominatie
De film werd in 2017 genomineerd voor de Gaudí-filmprijs voor beste televisiefilm.